# Diego Martins
Diego Martins Bahia (Campinas, 7 de maio de 1997) é um ator, cantor, compositor, dublador, e drag queen brasileiro. Diego atua desde criança, no teatro musical, e teve a sua estreia no cinema brasileiro no filme Um Ano Inesquecível - Verão, do Prime Video, e na televisão brasileira na telenovela Terra e Paixão, da TV Globo. Foi também o grande vencedor da primeira temporada do Queen Stars Brasil, da HBO Max, e da quinta temporada do The Masked Singer Brasil, da TV Globo.

## Carreira

### 2017–2021: Musicais,X Factor BrasileCanta Comigo
Graduando em Artes Cênicas pela Universidade Estadual Paulista, Diego atua desde criança. Em 2017, Diego foi indicado ao Prêmio Bibi Ferreira na categoria Revelação por seu desempenho no musical A Era do Rock. Ele seguiu uma carreira de sucesso nos palcos, onde já integrou o elenco de Peter Pan como Menino Perdido e cover de Peter Pan, além de fazer parte do elenco de Beatles Num Céu de Diamantes, O Despertar da Primavera e West Side Story. Em 2016, Diego teve sua primeira aparição em um programa de TV no Brasil, na primeira temporada do X Factor Brasil, da Band, onde conquistou o quinto lugar e marcou sua primeira aparição oficial como artista. Já em 2018, participou da primeira temporada do Canta Comigo, da Record, no qual chegou à semifinal. Em 2019, Diego atuou no espetáculo Brilha La Luna, em que interpretou uma drag queen. O papel deu origem a uma nova arte na vida do ator. Desde então, ele passou a se apresentar também como drag queen.

### 2022–presente:Queen Stars Brasile TV Globo
Em 2022, Diego foi confirmado como um dos participantes da primeira temporada do Queen Stars Brasil. No programa, os participantes foram avaliados pela maquiagem, performance, atuação, e principalmente, por uma apresentação de canto. Diego consagrou-se campeão da primeira temporada, levando o prêmio de R$ 100 mil e um contrato com a gravadora Universal Music Brasil. No mesmo ano, lançou os singles "Alvo Fácil", "Bota" e "Olha Pra Mim". Em 2023, Diego teve a sua estreia como ator na televisão brasileira na telenovela Terra e Paixão, da TV Globo. Interpretando o personagem Kelvin Santana, um garçom simpático e bem-humorado, rapidamente destacou-se no papel e alcançou a aclamação do público. Em maio do mesmo ano, foi confirmado no elenco do filme Um Ano Inesquecível - Verão, do Prime Video. Atualmente, Diego conta com mais de 2 milhões de seguidores no TikTok.

## Filmografia

### Televisão
| Ano           | Título                   | Papel                                    | Notas                      | Ref.   |
| ------------- | ------------------------ | ---------------------------------------- | -------------------------- | ------ |
| 2016          | X Factor Brasil          | Participante (5º lugar - Finalista)      | Temporada 1                | [ 20 ] |
| 2018          | Canta Comigo             | Participante (13º lugar - Semifinalista) | Temporada 1                | [ 21 ] |
| 2022          | Queen Stars Brasil       | Participante (Campeão)                   | Temporada 1                | [ 22 ] |
| 2023–24       | Terra e Paixão           | Kelvin Santana Neves                     |                            | [ 23 ] |
| 2024          | Encontro                 | Repórter                                 |                            | [ 24 ] |
| 2024–presente | Caldeirão com Mion       | Jurado                                   | Quadro: "Caldeirokê"       |        |
| 2025          | The Masked Singer Brasil | Odete Roitman (Campeão)                  | Temporada 5                | [ 25 ] |
| 2025          | Tributo                  | Ele mesmo                                | Episódio:"Walcyr Carrasco" |        |
| 2025          | Falas de Orgulho         | Xuxa                                     | Especial                   |        |
| 2026          | Coração Acelerado        |                                          |                            |        |

### Filmes
| Ano  | Título                      | Papel          | Notas  |
| ---- | --------------------------- | -------------- | ------ |
| 2023 | Um Ano Inesquecível - Verão | Tavinho Torres | [ 26 ] |
| 2025 | Viva a Vida                 | Ramirez        |        |
| 2025 | Trago Seu Amor              | Ariel          |        |

### Dublagem
| Ano  | Título | Papel    | Notas |
| ---- | ------ | -------- | ----- |
| 2025 | Smurfs | Sem Nome |       |

## Prêmios e indicações
| Ano  | Prêmio                           | Categoria                            | Indicação                      | Resultado |
| ---- | -------------------------------- | ------------------------------------ | ------------------------------ | --------- |
| 2014 | 12° Festecar                     | Melhor ator coadjuvante              | O Estranho Atrás da Porta      | Venceu    |
| 2017 | Prêmio Bibi Ferreira             | Ator Revelação                       | A Era do Rock                  | Indicado  |
| 2023 | Prêmio Jovem Brasileiro          | Influencer Diversidade e Inclusão    | Diego Martins                  | Indicado  |
| 2023 | Prêmio Jovem Brasileiro          | Melhor Ator Jovem                    | Terra e Paixão                 | Indicado  |
| 2023 | BreakTudo Awards                 | Shipp de Ficção (com Amaury Lorenzo) | Terra e Paixão                 | Indicado  |
| 2023 | Prêmio ArteBlitz de Novela       | Melhor Ator Revelação                | Terra e Paixão                 | Indicado  |
| 2023 | Prêmio ArteBlitz de Novela       | Melhor Casal (com Amaury Lorenzo)    | Terra e Paixão                 | Venceu    |
| 2023 | Prêmio Biscoito                  | Ícone do Vale                        | Terra e Paixão                 | Venceu    |
| 2023 | Prêmio Biscoito                  | Protagonista do Vale                 | Terra e Paixão                 | Venceu    |
| 2023 | Prêmio Área Vip                  | Melhor Personagem                    | Terra e Paixão                 | Venceu    |
| 2023 | Acervo Awards                    | Destaque nas Telas                   | Terra e Paixão                 | Indicado  |
| 2023 | Splash Awards                    | Melhor Revelação em Novela           | Terra e Paixão                 | Venceu    |
| 2023 | Melhores do Ano                  | Revelação do Ano                     | Terra e Paixão                 | Indicado  |
| 2023 | Melhores do Ano - Duh Secco      | Ator Revelação                       | Terra e Paixão                 | Venceu    |
| 2023 | Prêmio APCA de Televisão         | Revelação                            | Terra e Paixão                 | Indicado  |
| 2023 | Prêmio Faz Diferença O Globo     | TV (com Amaury Lorenzo)              | Terra e Paixão                 | Indicado  |
| 2024 | SEC Awards                       | Melhor Ator em Novela                | Terra e Paixão                 | Venceu    |
| 2024 | Prêmio Jovem Brasileiro          | Melhor Ator                          | Terra e Paixão                 | Venceu    |
| 2024 | Prêmio Jovem Brasileiro          | Diversidade                          | Diego Martins                  | Pendente  |
| 2024 | Prêmio iBest                     | LGBTQIA                              | Diego Martins                  | Pendente  |
| 2024 | É Sobre Musicais                 | Melhor Ator Coadjuvante              | Priscilla, A Rainha do Deserto | Venceu    |
| 2024 | É Sobre Musicais                 | Melhor Elenco                        | Priscilla, A Rainha do Deserto | Venceu    |
| 2024 | Prêmio Bibi Ferreira             | Melhor Ator em Musicais              | Priscilla, A Rainha do Deserto | Indicado  |
| 2024 | Prêmio Destaque Imprensa Digital | Destaque Ator                        | Priscilla, A Rainha do Deserto | Indicado  |
| 2024 | Prêmio Biscoito                  | Protagonista do Vale                 | Priscilla, A Rainha do Deserto | Indicado  |
| 2024 | Prêmio Biscoito                  | Artista do Vale                      | Diego Martins                  | Venceu    |
| 2024 | Prêmio Biscoito                  | Drag do Vale                         | Diego Martins                  | Venceu    |
| 2024 | Prêmio Biscoito                  | Clipe do Vale                        | "Te Esquecer"                  | Indicado  |
| 2024 | Prêmio Biscoito                  | Gravação do Vale                     | "Te Esquecer"                  | Indicado  |